# Термоадгезійний метод збагачення

Рис. 1 — Схема термоадгезійного сепаратора

Термоадгезíйний ме́тод збага́чення — спеціальний метод збагачення корисних копалин.

## Загальний опис
Цей метод збагачення вперше використали у США. Метод включає дві технологічні операції:
- Селективний нагрів компонентів, які розділяють.
- Селективне закріплення по різному нагрітих компонентів на термопластичній поверхні.

Селективний нагрів компонентів оснований на їх відмінності в оптичних, теплових, електричних та теплопровідних властивостях. Як нагріваючи можуть бути використані джерела інфрачервоного, індукційного, надвисокочастотного випромінювання.
Селективне закріплення по-різному нагрітих компонентів здійснюється на термочутливій поверхні за рахунок її розм'якшення. Фіксація відбувається при охолоджуванні місця контакту частинки і термочутливої поверхні.
Основні вимоги до термочутливого шару — це стабільність температури його розм'якшення (точка пластифікації).
Умова розділення: Т1 > Тс > Т2, де Т1 і Т2 — температура частинок, що розділяються; Тс — температура термочутливого шару.
Для зниження витрат енергії потрібно здійснити поверхневий нагрів, який повинен відбуватися в ідентичних для всіх частинок умовах.
Результатом нагріву є відмінність у силі прилипання Fп частинок до термочутливої поверхні. Fп1 > Fп2, де Fп1 і Fп2 — відповідно сила прилипання 1-го і 2-го компонентів.
Промислове застосування отримав спосіб селективного нагріву частинок різної прозорості. Схема сепаратора наведена на рис. 1. Сепаратор призначений для відокремлення NaCl від доломіту і ангідриту.
Після відсівання класу 0-6 мм селективно нагрітий матеріал з барабанного грохота подається моношаром на конвеєр з термопластичним покриттям. Покриття складається з суміші полімерів Piccolastic А-25 і А-50, розрахованих на температуру пластифікації 25-50 °C. Витрата смоли (полімерів) 0.45 г/т початкового матеріалу.
Продуктивність Q = 32.2 т/год, вилучення NaCl ε = 96.9 %, β = 98.2 %. Сепаратор розроблений інститутом Battele Memorial (США).

## Конструкція сепаратора

Рис. 2 — Термоадгезійний сепаратор ЄГІ

Конструкція сепаратора включає такі елементи:
- Барабанний грохот з параметрами: D = 2.4 м, L = 7.3 м, n = 2.7 хв.- 1.
- Лампи інфрачервоного випромінювання 120 кВт (240 шт).
- Формувач моношарового потоку.
- Пристрій регенерації термопластичного покриття.
- Конвеєр з термопластичним покриттям.
- Щітку зйому прилиплого продукту.

У лабораторному сепараторі (Рис. 2) Єкатеринбурзького гірничого інституту (ЄГІ, Росія) нагрів матеріалу здійснюється в умовах вільного падіння. Як термопластичне покриття використано парафін. Температура джерела нагріву 1150 К. Тривалість нагріву 0.25 с. Споживана потужність нагрівача — 2 кВт. Діаметр барабана 0.6 м. Частота обертання 6 хв-1. Продуктивність 0.3 т/год. Крупність частинок 1.5-3 мм.
Дослідженнями встановлена можливість збагачення мінералів за їх теплопровідністю: графіту, хроміту, каситериту, вольфраміту і т. д., що зустрічаються разом з малотеплопровідними крупнокристалічними мінералами: галітом, сильвіном, флюоритом, кварцом, кальцитом і дрібнозернистими світлими мінералами: каоліном, бокситом, магнезитом.